# Gotthard Paulus
Gotthard Paulus (* 19. November 1912 in Glauchau; † 6. Februar 1977 in München) war ein deutscher Rechtswissenschaftler und Hochschullehrer.

## Leben und Wirken
Gotthard Paulus besuchte bis 1932 das Realgymnasium in Glauchau. Anschließend studierte er Staatswissenschaften und Rechtswissenschaften, und zwar 1932/1933 in Innsbruck, 1933 in Hamburg und von 1933 bis 1935 in Leipzig. Nach dem 1. Staatsexamen absolvierte er das Referendariat in Dresden und wurde 1940 zur Wehrmacht eingezogen. 1945 promovierte er in Freiburg zum Dr. iur. und war wissenschaftlicher Assistent für Privatrechtsgeschichte, Zivilprozessrecht und Bürgerliches Recht bis 1950, als er sich dort habilitierte.
1950/1951 blieb er zunächst als Lehrbeauftragter für Bürgerliches Recht und Zivilprozessrecht bzw. Privatdozent für Zivilprozessrecht, Bürgerliches Recht und Privatrechtsgeschichte in Freiburg im Breisgau. Von 1951 bis 1957 war er ordentlicher Professor für Allgemeine Rechtswissenschaft an der Hochschule für Arbeit, Politik und Wirtschaft in Wilhelmshaven und 1953/54 Rektor der als „linke“ Gründung bei etablierten Akademikern wenig angesehenen Hochschule, als Nachfolger des Sozialisten und Gründungsrektors (bis 1950) Wolfgang Abendroth und des nicht habilitierten Sozialjuristen Walter Bogs. Die Berufung eines jungen unpolitischen Fachjuristen sollte vermutlich die Reputation im wissenschaftlichen Umfeld heben. Paulus war noch an der Nachfolgeberufung des als NS-belastet geltenden, aber gut vernetzten und in Freiburg lebenden prominenten Juristen Ernst-Rudolf Huber 1957 beteiligt, der damit wieder einen Lehrstuhl für öffentliches Recht innehatte. Mit dessen Beiträgen zum Wirtschaftsverwaltungsrecht (1953/1954) hatte er unmittelbar zu tun.
Von 1957 bis 1965 wirkte Paulus als ordentlicher Professor für Bürgerliches Recht, Zivilprozessrecht, Privatrechtsgeschichte an der Christian-Albrechts-Universität zu Kiel, 1965 wechselte er als ordentlicher Professor für Wirtschaftsrecht, Versicherungsrecht, Handelsrecht an die Ludwig-Maximilians-Universität München.

## Schriften
- Der Anwendungsbereich des § 419 BGB, Dissertation, Freiburg i. Br. 1946
- Die juristische Fragestellung des Naturrechts, Berlin 1979, ISBN 9783428043422 (Habilitationsschrift 1949)